# アフリカン・ワックス・プリント

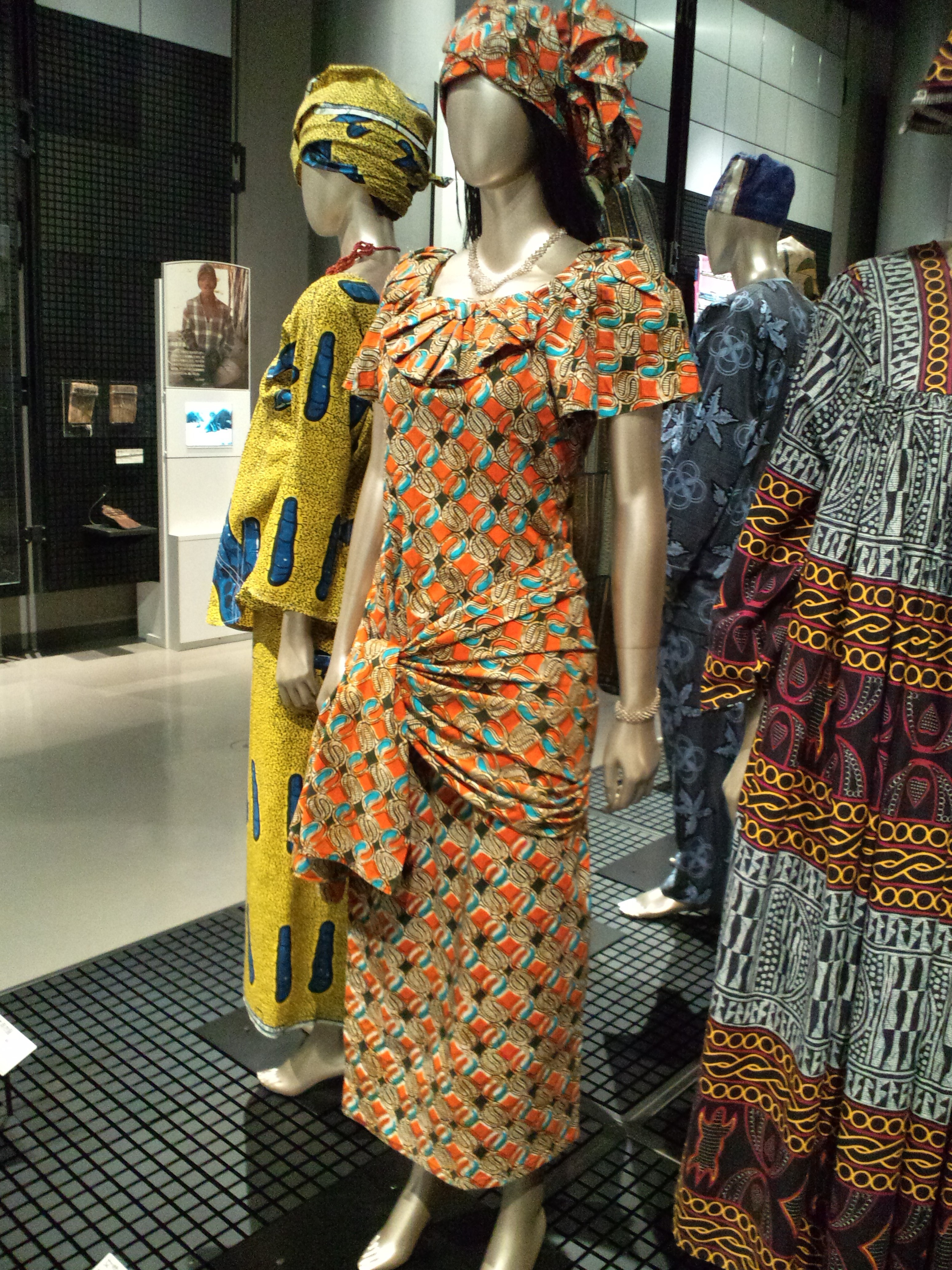
アフリカン・プリントの布で作られたダカールの女性用衣服。国立民族学博物館蔵。

アフリカン・ワックス・プリント （英: African wax prints）は、ろうけつ染めから発展したプリント布の1種を指す。アフリカン・プリント、ワックス・プリントなどの名称もある。西アフリカや中部アフリカのフランス語圏ではパーニュ（pagne）と呼ばれ、その名称はフランス語の「腰巻布」に由来する。本項目では、ワックス・プリントと密接な関係があるファンシー・プリントについても記述する。
アフリカン・プリントは、カラフルでリズミカルな絵柄によってアフリカのファッションを象徴する布として知られている。その経緯には、植民地化や貿易の歴史が関わっている。イギリスやオランダなどヨーロッパ諸国はアジアを植民地化した際に、インドやインドネシアの更紗をもとにしてヨーロッパ製の更紗を生産し、アフリカへ輸出した。アフリカでは輸入品を応用して製織を発展させ、ファッションにおいて独自のスタイルを確立した。アフリカ各地が植民地からの独立をとげたのちは、アフリカやアジアでの生産が増えている。

## 種類

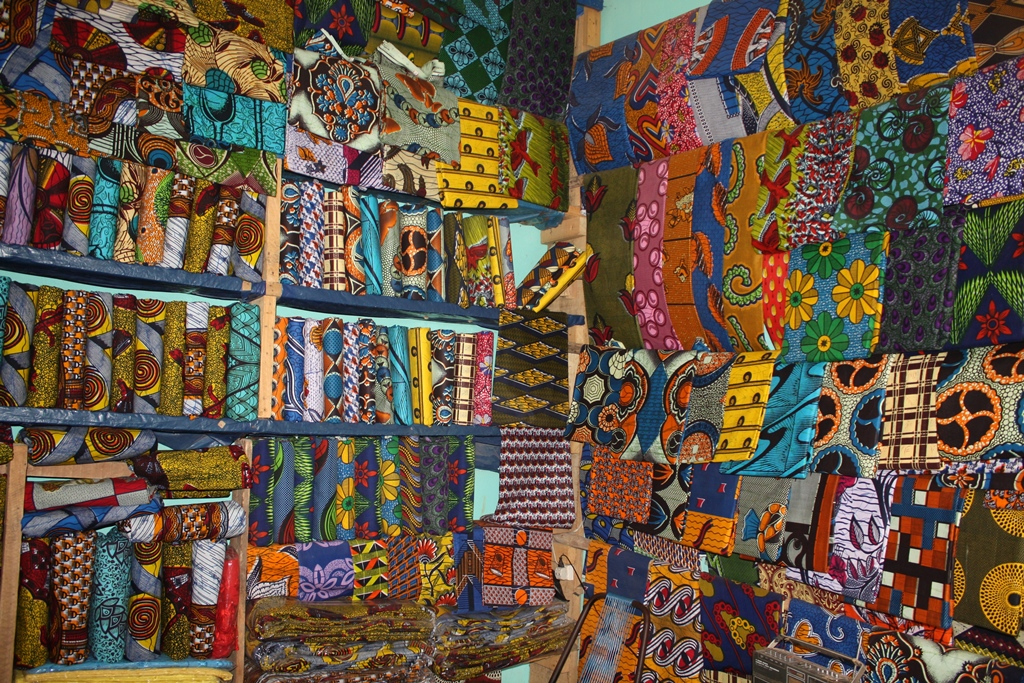
アフリカン・ワックス・プリントの店。

アフリカン・プリントには、高価なワックス（wax）と安価なファンシー（fancy）の2種類がある。最も高価なワックスと最も安価なファンシーの価格差は10倍以上あり、製造法が異なる。
ワックスは英語の「蝋」を意味し、原型となったインドネシアのろうけつ染めであるバティック（ジャワ更紗）に由来する。真鍮のローラーで平織り綿布の両面に防染樹脂で絵柄をつけ、染料桶にひたしてから樹脂のない部分を染色する。ワックスのプリントを複雑にしたスーパーワックスと呼ばれる布もあり、通常のワックスが2色を加えるのに対して3色を加え、20以上の工程で作られるため3割近く割高となる。
ファンシーはローラープリントで染色する。絵柄を刻んだ真鍮のローラーに片面の布を通し、1色ごとに異なるローラーを使って薄い色から染色してゆく。ワックスに比べると手間が少ないが、早く製造できる代わりに品質はワックスに劣る。染色が片面だけであるために色落ちが早く、布はワックスより緩く織られている。オランダでのファンシーはワックスを使用していないプリントも指し、後述のイミテーション・ワックスもファンシーに属する。日本でのファンシーは、新しいデザインのあっさりした生地も指す。

## 歴史
アフリカン・プリントの由来には、伝統的なインド更紗とヨーロッパの機械製更紗、インドネシアのジャワ更紗（バティック）とヨーロッパで作られた模倣ジャワ更紗が関連している。模倣ジャワ更紗は後述のようにオランダで開発された方法であり、イミテーション・ワックス・プリントとも呼ばれる。

### インド更紗とヨーロッパ機械製更紗
インド更紗は中世から西アジアや東アジア、ヨーロッパに輸出されており、16世紀以降にはイギリス東インド会社によってヨーロッパ向けの更紗が運ばれて人気を呼んだ。17世紀には、インド更紗はヨーロッパによって西アフリカのギニア湾岸に運ばれた。インドからイギリスのリバプールやフランスのナントに運ばれた更紗は、ヨーロッパ各地やアフリカ、アメリカへ運ばれ、こうした貿易はイントゥリカ（インディア・トゥ・アフリカ）とも呼ばれた。
18世紀から19世紀に入ると、イギリスやオランダで機械製の更紗の生産が増えた。イギリスのランカシャーやダービーシャーは更紗の紡績、マンチェスターは貿易で栄えた。イギリスは自国の更紗の輸出を進めるとともに、インド更紗を衰退させた。1750年代から東インド会社はインドの綿製品の買取権を独占し、安価で仕入れようとした。このために職人は移住したり農業など他の仕事に移り、インドの繊維産業は衰退した。こうしてヨーロッパの機械製更紗がインド更紗に代わってアフリカへ輸出されるようになった。

### ジャワ更紗と模倣ジャワ更紗
インドネシアではインド更紗が王侯貴族の衣装として重要視され、ジャワ更紗と呼ばれる布が作られていた。ジャワ更紗はろうけつ染めの布で、ジャワ島、スマトラ島、マドゥラ島で作られた。インドネシアにはオランダ東インド会社とイギリス東インド会社が進出して争い、1816年以降はオランダ領東インドとなる。オランダ本国のハーレムコットン社がジャワ更紗の輸出独占権を得たのち、1834年にプレヴィネール&ウィルソン、1846年にP. F. ファン・フリシンゲン&Co（フリスコ）が大量生産を始めた。19世紀以降にヨーロッパ製の更紗がインドネシアに輸入されると、これが刺激となってジャワ更紗の生産も増え、オランダ製の更紗はジャワ更紗との競争に負けた。
オランダがパドリ戦争（1821年-1837年）に介入した際、ギニア湾岸のアフリカ人を東インド会社の兵士としてジャワ島へ派遣した。アフリカ人の兵士は戦後にジャワ更紗を持ってアフリカへ戻り、ジャワ更紗がゴールド・コーストで評判となった。ゴールド・コーストの宣教師はこの話をスコットランド商人のエベネゼル・ブラウン・フレミングに伝え、ブラウン・フレミングは1893年にオランダ製の更紗をアフリカへ輸出した。
オランダではジャワ更紗を機械的に製造する方法が研究され、模倣ジャワ更紗の量産に成功した。模倣ジャワ更紗は、ロウによる防染の工程を省きつつ、バティックの特徴をロールによって表現した。模倣ジャワ更紗は1867年にはイギリスやフランスの企業を通してゴールド・コーストにも輸出され、海岸から内陸に運ばれて各地で受け入れられていった。西アフリカで模倣ジャワ更紗が受け入れられた理由として、生地の軽さ、加工のしやすさ、色の明るさや絵柄の豊富さ、洗濯しやすさなどがあった。これはヨーロッパで更紗が人気を呼んだ理由と同じでもあった。加えて、藍染めの無地布があった点も理由にあげられる。藍染めは虫除けとして有効であり、西アフリカでは宗教的な意味もあった。

### アフリカでの普及
サブサハラ・アフリカと呼ばれるサハラ砂漠から南の地域は、乾季や早朝をのぞけば衣服を必要とするほど気温が低くならない。縫製した衣服の普及は、北アフリカのイスラーム商人との交易がきっかけとなった。8世紀のガーナ帝国の時代にはサハラ交易の交易路に沿ってイスラームが伝わり、体を覆わずにいることを避けるイスラームの習慣が衣服の伝播に影響した。10世紀から14世紀にかけて西アフリカ各地でイスラームへの改宗が進み、衣服をまとうようになったという記録がある。ただし衣服は権力と結びついており、王や要人、イマームらが優先的に身につけた。それ以外の者には、19世紀以降に縫製した衣服を着る習慣が普及した。サブサハラ・アフリカでのコットン生産の最初期の記録は11世紀にあり、バンディアガラの断崖でテレム族が精紡・製織・藍染を行っていた。こうした技術もイスラームの伝来によって普及したと推測されている。
15世紀〜19世紀前半
15世紀以降のポルトガルをはじめとして、16世紀から18世紀にはオランダ、フランス、イギリスなどヨーロッパ諸国がアフリカへ更紗を持ち込んだ。更紗は、奴隷貿易で奴隷と交換する商品になり、アフリカの奴隷商人は銃やアルコールよりも更紗を求めた。オランダの医師・作家のアルフェルト・ダッペルは、『アフリカについての記述』（1686年）で西アフリカ向けの繊維製品のリストを記録している。1775年と1788年の史料によれば、フランスが奴隷と交換した商品の半分以上がインド更紗だった。
19世紀後半〜20世紀前半
ベルリン会議（1884年から1885年）の後、ヨーロッパ諸国によってアフリカの植民地化が進み、キリスト教の習慣も影響を及ぼした。イギリス領西アフリカのケニア植民地では、在来の文化を否定するために洋服の普及が進められた。フランス領西アフリカでは、平民とエリートを区別するために洋服が導入された。仕事以外の時間では好きな服装をしていたと記録にある。海岸部ではヨーロッパの洋服の影響が大きく、内陸部の古くからイスラームが普及している地域では、ブーブーと呼ばれる貫頭衣が多くなった。
19世紀末から20世紀初頭には、ヨーロッパからアフリカに輸出される布のサイズや絵柄がアフリカ向けになっていった。布のサイズは、初期はジャワ更紗を使うサロンにしたがって幅36インチ（91センチメートル）だった。やがて西アフリカの腰布のサイズである幅48インチ（122センチメートル）が標準となった。絵柄では、象や料理器具などが登場した。西アフリカの社会では、アフリカン・プリントが晴れ着などのラグジュアリーとして確立され、嗜好に合わせて布を買う傾向が強まった。このため、オランダ企業が提案する新デザインは売れなくなり、アフリカの消費者がより主導するようになった。1930年代以降には参入企業が増え、20以上のヨーロッパ企業がファンシーを生産した。日本企業も1930年代からアフリカン・プリントに参入し、西アフリカのプリント布に加えて、東アフリカでカンガと呼ばれるプリント布も生産した。1930年代以降は横浜でアフリカ向けのスカーフの輸出も始まっており、スカーフの絵柄にはワックス・プリントをもとにしたものが多く使われた。絵柄のデザインには、イギリスのUAC（ユニリーバ）の影響があったとされる。
第二次世界大戦以降
第二次世界大戦後も欧米や日本からのアフリカン・プリントの輸出は続いた。日本では、1949年には西アフリカ向けと思われる布が確認されている。1950年代には日本の綿織物輸出の10パーセントはアフリカ向けとなった。日本製品には欧米企業のワックスのデザインを模倣したものがあり、1949年にイギリスは当時の日本を占領統治していた連合国軍最高司令官総司令部（GHQ）に抗議をした。GHQのもとで1950年に意匠委員会が設立されてデザイン盗用の防止にあたり、1955年の日本繊維意匠センター設立や、1957年の通商産業省のグッドデザイン商品認定制度へとつながっていった。1959年には、ヨーロッパ企業のワックスの生産量は5280万ヤード（約4万8280キロメートル）に達した。
1960年代にはアフリカで植民地からの独立が相次ぎ、アフリカ諸国でもアフリカン・プリントが生産され、低コストで大量生産のできるファンシーは急速に普及した。イギリス、オランダ、日本のシェア争いは1970年代まで続き、日本企業は手間がかかり高価なワックスからファンシーへの切り替えが増えていった。アフリカでナショナリズムが活発になるにつれ、洋服が普及していたシエラレオネやナイジェリアでは服装改革が起き、男性はアフリカ風のデザインを取り入れたスーツ、女性は縫製と巻き布の組み合わせなどを着た。ザイールではモブツ・セセ・セコ大統領がネクタイを禁止し、女性にワックスを奨励した。
1980年代にはアフリカ諸国の経済危機の影響でヨーロッパ企業の撤退が増え、代わって1990年代からは中国からの輸出が増えた。中国企業はアフリカン・プリントをはじめとしてさまざまな廉価な布製品や新品の既製服を輸出し、インクジェットプリンターの進歩によってデザインの模倣も容易になった。オランダや日本の企業は高級なワックス生産に注力し、オランダ企業はラグジュアリーとしてのブランド作りやデザインコレクションの開発、展覧会の開催などを行ったが、アフリカの消費者には浸透しなかった。1980年代以降のアフリカのクリエイターはワックスプリントのイメージを更新し、40代以上の既婚女性の生地というイメージから、より若い層が着るものにした。マリのクリス・セイドゥや、ブルキナファソのパテ・ウェドラオゴ、ジル・トゥレなどのファッション・デザイナーが支持され、ワックス・プリントを再生させた者としてポイント・オブ・インフルエンス（POI）とも呼ばれた。

## 絵柄

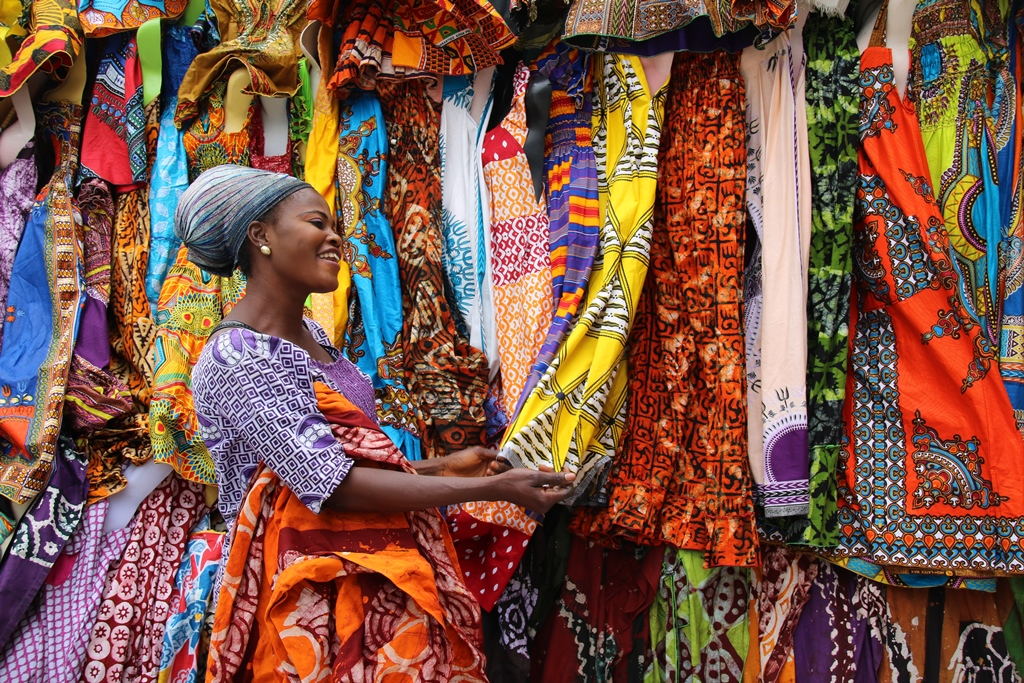
布を選んで買い、仕立屋でドレスを作る。1980年代の経済危機以降に小規模業者の参入が増え、仕立屋が増えたとされる。

鮮やかな色彩と絵柄を特徴とする。絵柄の種類は、19世紀から20世紀にかけてはバティックに由来する模様やアフリカの仮面や太鼓などが使われていた。20世紀前半以降には大統領などの肖像、キリスト教やイスラームにまつわる絵柄、記念日にまつわる絵柄（国際女性デーなど）、行事にまつわる絵柄（フェスパコなど）、さらには家電製品など多様になっている。力強い線で大胆な絵柄が使われることが多く、体の部分のアップやハート、鍋やスプレー缶などの日用品や、歯車・水道管・サイドミラーなどの機械類もある。蝋で図柄を描く際には、蝋にひびを入れて葉脈のようなマーブル模様を出すクラッキングや、布の洗浄であえて蝋を残して斑点模様を出すバブリングなどの手法も使われる。クラッキングやバブリングは偶然が作り出す模様であり、大量生産においても布に違いが現れる。

### 配色
最も多い配色が赤と黄で、白地の部分がない。これはイボ族の間で人気を呼んだのちに西アフリカ全域で人気となった。マイナーな配色はオフカラーと呼ばれ、裕福な女性が個性を出すために使い人気となっている。メーカーはローラーの配色を変えることでバリエーションを増やし、伝統的な図柄の配色を変えてイメージを更新することも行われている。
色によって文化の特徴も表れる。赤と茶を基本とするパーニュは、クル族やアカン族の喪中の女性がよく使い、アカン族のパーニュは赤、黒、茶の配色となる。白地の布は、ンズィマ族が神への感謝を表すために着る。
1色のみ染料を使った布は「プリント」、スタンプで色を追加した布は「ブロック」とも呼ばれる。絵柄のデザインが同じでも、ブロックによって異なる印象を与える。たとえばサイコロを表すモチーフはプリントで判別しやすいが、ブロックによって白地が強調されると角砂糖にも見えるようになる。

### メッセージ
絵柄によってメッセージを発することもでき、コミュニケーションの手段にもなる。たとえば、ある魚の柄は「変化の時期が訪れている」ことを表す。他にも「そっとしておいて欲しい」、「夫が浮気をしている」、「家族をないがしろにする者がいる」などのメッセージも可能とする。絵柄が持つメッセージ性のため、企業による新奇性を重視したデザインや、絵柄の生産中止は不評となる場合がある。

### 絵柄の種類
藍染め
手作業による藍染めは、西アフリカで伝統的に行われていた。アフリカン・プリントにも藍染が使われ続けており、絵柄は各地の伝統にもとづいている。マリのボゾ族の細長い模様、ブルキナファソのモシ族の1列に並んだ小さい模様、カメルーンのバミレケ族の三角形などがある。
権力の象徴
ヨーロッパ企業は、アフリカの伝統的な王の象徴をもとにした絵柄を作り、関係を強化しようとした。王杖、床几、高官の天蓋、首飾りや櫛などの装飾品などがある。伝統的なモチーフは時代が変わると異なる名前や意味を持つようになり、王杖は「ロケット」、王の床几は「言いたいことがあるなら、座って面と向かって言いなさい」という意味に変わった。
インドネシア、インド由来の絵柄

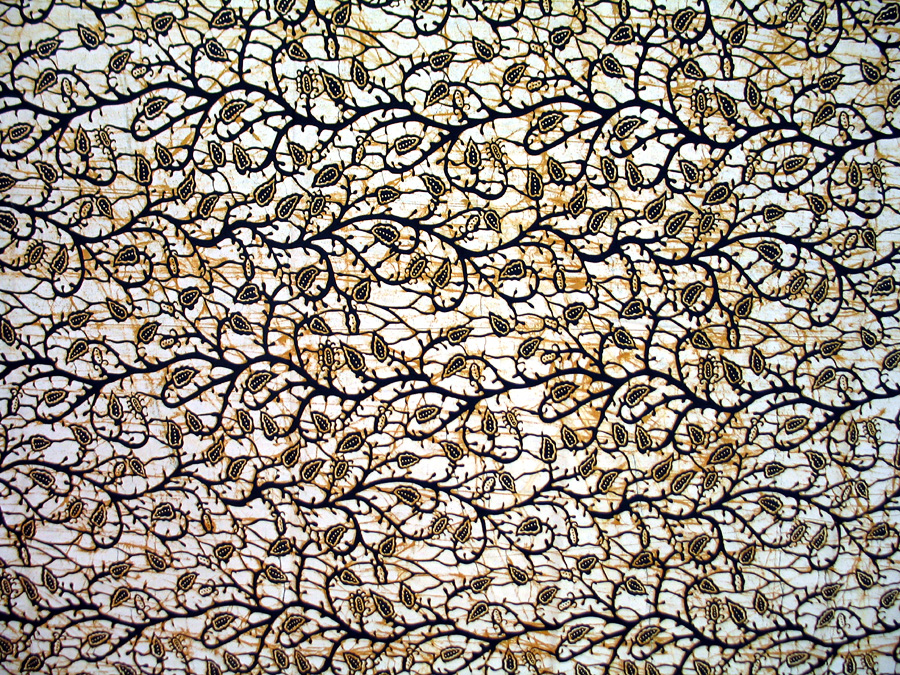
インドネシアのバティックにもとづいた絵柄

ジャワ更紗の絵柄はアフリカン・プリントでも使われ続けている。幾何学模様、ガルダなど神話や伝説に登場するキャラクター、タケノコを象徴する三角形（トゥンパル）などがある。伝統的な絵柄を現代風にアレンジすることもあり、花をアレンジした大柄なものは「バラク・オバマの木」と呼ばれた。インドがペルシャから取り入れたボテと呼ばれる模様も使われている。
モチーフの組み合わせによってインドネシアとアフリカ双方のイメージを表すこともできる。ABC社がデザインしたガルダの翼は碁盤の目状に配置されており、ヨルバ族が作る図柄にも似ている。
感情
感情を伝えるための絵柄は、主に女性によって使われている。ラブレターを使っていた頃を象徴する「封筒」、純真さを伝える「婚礼の花」、カゴから鳥が逃げ出す「あなたが出ていけば、私も出ていく」、気前のよい愛人や裕福な夫を表す「グロット」などがある。
女性
女性を讃える絵柄として、草原、縫製工場、教育機関や薬局などがある。健康を守るためのキャンペーンにも使われ、ヒトパピローマウイルスを描いた絵柄は予防医療の普及を訴えている。
動植物
動物もメタファーとして描かれる。よく使われるのはホロホロ鳥や鶏などの家禽類で、雌鶏が中央に描かれているものは母権を象徴する。フライング・ダックは渡鳥、ツバメは「お金は飛んでいく」という意味を表す。旱魃に強いナマズは粘り強さと勇気、魚の群れは豊穣を表す。動植物を抽象的な模様にすることがあり、ヒョウの毛皮の柄やハイビスカスの花を様式化した絵柄がある。
アクセサリー
アクセサリーの絵柄には、女性向けのハンドバッグ、サングラス、パンプス、イヤリング、男性向けのベルト、ダービーシューズ、蝶ネクタイ、ネクタイ、腕時計などがある。
電気製品
バケツ、扇風機、シャワー、アイロンなどがある。豊かさを象徴する場合もあり、1940年代に作られた6本のロウソクは6気筒エンジンの高級車を表し、2011年には8本のロウソク（8気筒）も作られた。1990年代には携帯電話が人気だったが、携帯電話の普及につれて使われなくなり、のちにUSBキーとなった。
記念
国家の祝祭日を記念して作られる布があり、ブルキナファソでは選挙の公約をプリントしたものを「選挙パーニュ」と呼ぶ。アフリカの多くの国が1960年代に独立を果たしているため、2010年代には独立50周年を記念するパーニュが数多く作られた。独立記念の絵柄には、国旗の色、歴代の大統領などがあった。スポーツ大会を記念するものもあり、2015年のアフリカネイションズカップ（CAN）で優勝したブルキナファソは象をモチーフにオレンジ、白、緑の配色を使った。
言葉
言葉を入れた生地には、ことわざ、家族、愛情などを表すものがある。閉じた壺と空いた壺の絵に「欠点のない人」と書かれていたり、ハートと共に「ナイフをもってしても愛は切り分けられない」、骸骨や家族と共に「死は家族を壊す」などの言葉が刷られている。アカン族が喪中に着るパーニュの絵柄にはオリジナルのものと借用したものの両方があり、メッセージの言葉には、「私たちの世界はいったい？」や、「神以外（人は神以外は何者をも恐れない）」などがある。
人物
政治家などの有名人物が絵柄になる。人物像の他に関係のある事物も絵柄になり、「ンクルマの鉛筆」、「コフィー・アナンの脳」、「ミシェル・オバマのハンドバッグ」、「オバマのサクセスの秘密」などがある。
泥染め
伝統的な泥染めの手法を参考にした絵柄は、ウッディンのブランドを中心に始められた。マリの職人が作っていたボゴランフィニと呼ばれる泥染めは、ガラマの葉と鉄分を含む粘土で行われていた。ウッディンのデザイナーのM・キレは、ボゴランの寸法をもとにしたデザインを1980年代から発表して人気を呼んだ。複数のメーカーがボゴランを参考にするようになり、手作りの素朴さの再現が行われている。

## 用途

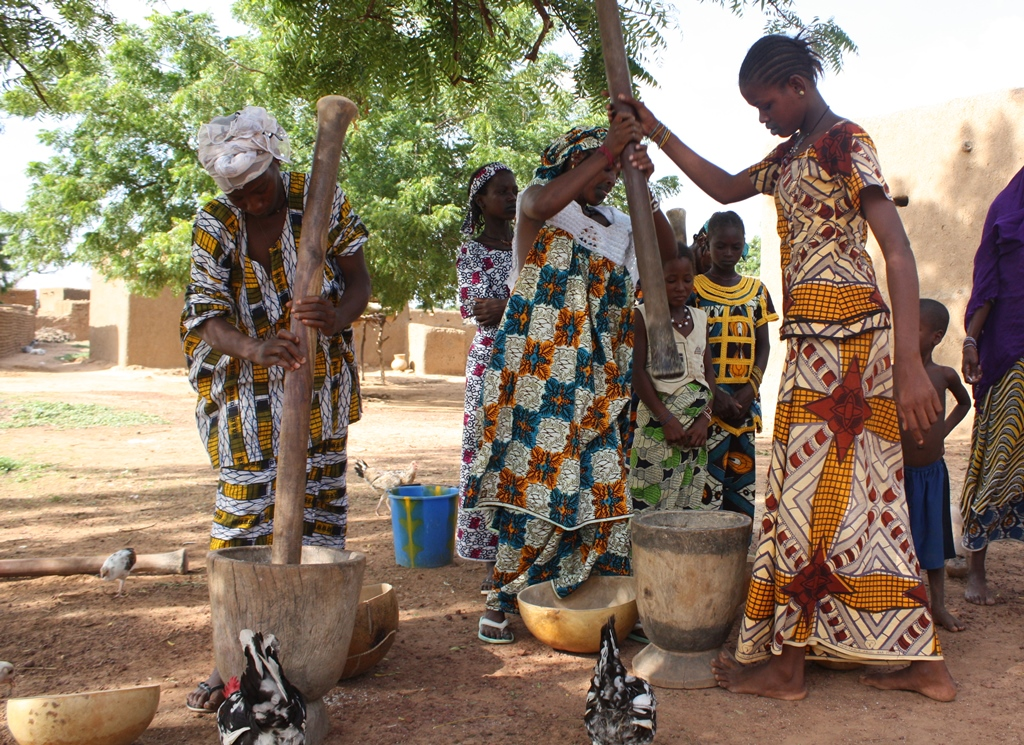
西アフリカのアフリカン・ワックス・プリント。

主に衣服に使用する。西アフリカでは既製服を買うよりも、布を買って仕立屋で作ってもらうことが多い。布は幅約1メートル、長さ1.8メートルを標準とし、3枚で1組（合計で長さ5.4メートル）として小売りされている。女性の間で広く使われている理由として、絵柄・色・仕立デザインの豊富さに加えて、晴れ着にも使える安価な布という点がある。
仕立屋で作る衣服には、次のような基本的なデザインがある。
1. プラケ：フランス語で「張りつけた」という意味で、身体に張りついた形を指す。腰までの丈の上衣で、ウエスト部分が締まっている。身体の線に沿っているため、着用者の寸法を測って製作する。欧米の衣服に類似したデザインであり、ヨーロッパの商人や宣教師などの影響が起源にあるとされる。植民地時代から西アフリカの女性が着ていたタイユ・バスにも似ている[85]。主に未婚女性が着る[86]。
2. エバゼ：フランス語で「ラッパ型」を意味し、腰までの丈で胸の切り替えから裾が広がっている。セネガルのファッションに関する記録では、マリニエールとも記されており、セーラーブラウスを意味する[87]。主に既婚女性や、同世代に既婚女性が多い女性が着る[86]。
3. グランメール：フランス語で「おばあちゃん」を意味し、膝下までの丈のゆったりした服で、胸元と腿に切り替えがある。セネガルでは「親愛なるおばあちゃん」とも呼ばれ、セネガルのシニャールが発明したともいわれている[注釈 18][89]。主に高齢の女性が着る[86]。
4. デミニ：太ももあたりまでの丈で、ゆとりのあるデザインをしている。貫頭衣のブーブーに似ているが、丈や幅はブーブーよりも小さい。フランス語で半分を意味するドゥミ（demi）と、ジュラ語で小さなものを意味するニ（ni）が合わさった名称と推測される[90]。

男性は、上衣に仕立てて洋服のズボンと合わせたり、上下ともアフリカン・プリントで仕立たりする。衣服以外の用途として、子供をおぶる、シーツ代わりにする、頭に荷物を載せる際の台にする、裂いて紐の代わりにするなどがある。欧米では、インテリアにもワックスプリントを使うが、アフリカの文化圏では伝統に反する行為と見られる場合もある。

## 生産国、企業

### 生産国
2013年時点で、ワックスは主にオランダ、ナイジェリア、コートジボワール、ガーナ、中国で生産されている。ファンシーは、主にナイジェリア、コートジボワール、ガーナ、セネガル、コンゴ民主共和国で生産されている。近年は、インドもアフリカンプリントの生産を始めている。

### メーカー、ブランド
ワックスの品質を企業別にみるとオランダのフリスコの製品が最も高く、次にコートジボワールのユニワックスとされる。1846年創業のフリスコ社は、ヨーロッパでも生産を続ける唯一のヨーロッパ企業となっている。ユニワックスは、1985年に新ブランドとしてウッディン（Woodin）を立ち上げ、新たな顧客の獲得を行った。ウッディンは欧米を参考にしてシーズンごとにトレンドを作るという手法をとり、裕福で都市に住む若者をターゲットにして人気を集めた。コレクションの発表、蛍光プリントの採用、既製服分野への進出などそれまでのアフリカン・プリントとは異なるアプローチを展開した。
香港のChaテキスタイルグループ（Cha Textiles Group）は1992年にイギリスのABC社を買収し、1990年代にはワックスプリント生産の65パーセントに達した。中国は2005年に世界貿易機関（WTO）に加盟し、WTOは繊維製品の輸入割当を撤廃して中国本土に多数の工場が設立された。中国企業は価格競争においてオランダ企業を上回り、世界1位となった。中国企業の大量生産は西アフリカや中央アフリカの繊維工場閉鎖や、ダンピングの指摘、デザインの模倣などの問題を起こした。
他方で、直接投資によってアフリカ企業の事業継続が可能となったり、中国製の無地の布がアフリカでの染色産業を活発化するなどの好影響もある。Chaグループは2009年にダ・ヴィヴァのブランドを立ち上げ、サービス産業の女性をターゲットにして人気を呼んだ。ダ・ヴィヴァは絵柄のデザインをイギリス、布の生産をガーナやナイジェリアで行っており、エクセレンスと呼ばれたシリーズが男女ともに好評だったことから、ユニセックスの絵柄もデザインするようになった。

### 流通
アフリカの流通において重要なのが女性仲買人であり、1960年代以降の卸売で大きな影響を持つようになった。最大の市場であるガーナや、ロメに自由港があるトーゴの取引で女性仲買人が成功をおさめ、ナナ・ベンツと呼ばれるようになった。彼女たちはトーゴでメルセデス・ベンツを所有した最初の世代にあたる。周辺地域でもワックス・プリントの取引で成功をおさめる者が増え、2016年時点でナナ・ベンツはロメで25人、コトヌーで11人、アビジャンで28人にのぼっている。卸売では図柄の独占販売権を得て国内で売り、トーゴでの注文量は1モデルあたり12ヤード（約11メートル）で500枚からとなる。小規模の仲買人は6ヤード、小売店は2ヤード単位で販売する。ナナ・ベンツは図柄を命名する際の発言力もあり、命名された土地の影響力が分かる。影響力のある土地で命名された図柄は、周辺地域でも同じ名前で販売される。

## 美術

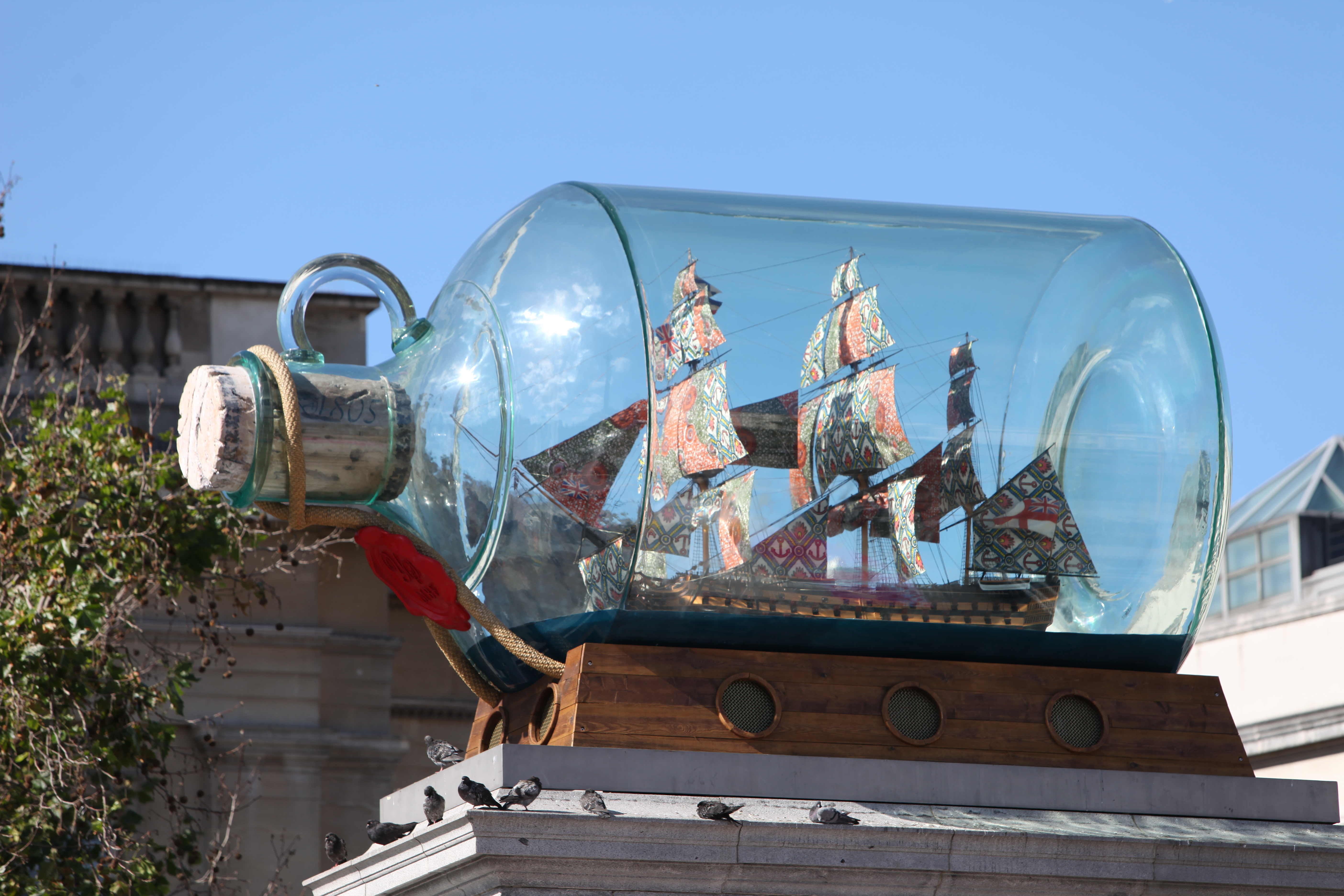
インカ・ショニバレの作品『瓶の中のネルソンの船』（2007年）。ホレーショ・ネルソンが乗ったヴィクトリーの帆には、アフリカン・プリントが使われている。

エル・アナツイ、インカ・ショニバレ、エディー・カマンガ・イルンガなどのアフリカの芸術家は、アフリカン・プリントを作品に取り入れている。中でもショニバレは多数の作品で素材にしており、たとえば『Gallantry and Criminal Conversation』（2002年）では17世紀から18世紀のイギリス貴族の服、『さようなら、過ぎ去った日々よ』（2011年）では19世紀フランス風ドレス、日本を題材とした『桜を放つ女性』（2019年）では日本に洋装が普及しはじめた時代のエドワード朝デザインのドレスに使っている。イルンガは、コンゴ北東部の民族マンベツをモチーフとし、伝統と現代の葛藤をアフリカン・プリントや電子基板に象徴させるアフロフューチャリズム的な作品を描いており、『過去を忘れたものは二つの目を失う』などの作品を発表している。